# Willa Narutowicza w Warszawie
Willa Narutowicza – willa znajdująca się przy ul. Parkowej 23. Została zaprojektowana w 1921 roku przez Mariana Kontkiewicza dla Gabriela Narutowicza, pierwszego Prezydenta Rzeczypospolitej Polskiej.
Wewnątrz domu znajdują się pomieszczenia o powierzchni do 100 m². Dworek otacza działka o powierzchni ponad 41 arów. Na jej terenie wśród innych drzew znajduje się pomnik przyrody – topola czarna zwana „Topolą Narutowicza”.
Budynek bywa mylony z domem Narutowicza na terenie Łazienek Królewskich, w której znajdowało się służbowe mieszkanie Narutowicza, i skąd w grudniu 1922 przeprowadził się do willi przy ul. Parkowej.

## Historia
Budynek został zaprojektowany w tzw. stylu dworkowym. Gabriel Narutowicz mieszkał w nim od zaprzysiężenia w dniu 11 grudnia 1922 roku do dnia śmierci (16 grudnia 1922 roku). 
W latach 20. i 30. XX wieku willa należała do rodziny prezydenta. W 1944 roku budynek uległ znacznemu zniszczeniu. 
Po wojnie willa przeszła na własność Skarbu Państwa. Początkowo mieścił się w niej żłobek, a w latach 1964–2000 – Szkoła Pielęgniarstwa nr 1. W pierwszej dekadzie XXI wieku – po przejęciu jej w 2001 roku przez samorząd Mazowsza – willa odgrywała rolę hotelu dla wysokich urzędników spoza Warszawy, a jej część zajmował Mazowiecki Zarząd Nieruchomości.
Nieruchomość (dom wraz z otoczeniem) została wpisana do rejestru zabytków w 2009 roku.
15 września 2010 roku – po wycenieniu nieruchomości na 12 mln zł – przeprowadzono przetarg, jednak do sprzedaży nie doszło za względu na brak oferentów. Wkrótce potem okazało się, że nieruchomość nie jest wolna od roszczeń. W związku z tym do drugiego przetargu (z ceną wywoławczą 9 mln zł) już nie doszło.
Zarząd województwa podjął 31 maja 2011 roku decyzję o wynajęciu nieruchomości fundacji Instytut Lecha Wałęsy na 15 lat. Umowę podpisali 4 czerwca 2011 roku Adam Struzik i Lech Wałęsa. Po uroczystym podpisaniu umowy – na które przybyli m.in. Bronisław Komorowski, Jan Krzysztof Bielecki i Andrzej Wajda – Lech Wałęsa powiedział: Będzie to dobre miejsce nie tylko dla Warszawy, ale i dla całej Polski. Niektóre osoby zostały pokrzywdzone przez los. Niektórych wykorzystałem i nie podziękowałem. Muszę wyrównać te krzywdy.
W budynku miały znaleźć się sale wystawowe i spotkaniowe, miejsca na konferencje i zajęcia edukacyjne dla młodzieży. Miała powstać również biblioteka i gabinety, w których Lech Wałęsa miał przyjmować gości. Przewidywano również otwarcie ekspozycji dotyczącej polskiej drogi do wolności i historii „Solidarności”. Przeprowadzenie odpowiedniego remontu miało trwać około roku, a jego koszt – 5–10 mln zł. Biuro Mazowieckiego Zarządu Nieruchomości wyprowadziło się z budynku w 2011 roku, a otwarcie nowej siedziby Instytutu miało nastąpić we wrześniu 2012 roku.
W kwietniu 2015 roku zarząd województwa mazowieckiego rozwiązał umowę najmu w trybie natychmiastowym. Według właściciela Instytut nie płacił czynszu, natomiast według Mieczysława Wachowskiego, prezesa Instytutu, fundacja uznała, że adaptacja budynku do jej potrzeb była niemożliwa. Pod koniec maja nieruchomość została przejęta przez Mazowiecki Zarząd Nieruchomości w Warszawie.

## Pozostałe informacje
Podobna willa – nieco mniejsza, również według projektu Mariana Kontkiewicza dla Gabriela Narutowicza – została wybudowana w Rabce.